# Sophie Boulart-Mayer
Sophie-Ferdinande-Dorothée Boulart-Mayer, död 1889, var en fransk operasångare.
Hon var student till Laure Cinti-Damoreau vid Paris konservatorium. 
Hon var engagerad vid Opera Comique i Paris 1853-58, Gent 1858-59, vid Théâtre de la Monnaie i Bryssel 1859-1868 och vid Parisoperan 1877-89. Hon är främst känd för sin tid i Bryssel, som var dominerat av franska scenartister och där hon tillhörde den belgiska operans stjärnattraktioner under 1860-talet. 
Hon var gift med Adolphe Mayer, scenchef för Théâtre de la Monnaie från 1858 till 1861. 
Bland hennes roller fanns Henriette de L’Éclair (Halévy); Dinorah du Pardon de Ploërmel (Meyerbeer); titelrollerna Mireille (Gounod), de La Reine Topaze (Massé) och Martha (Flotow), Marguerite i Faust (Gounod); och Isabelle de Quentin Durward (Gevaert). 